# La Serratella
La Serratella, en valencien et officiellement (Sarratella en castillan),, est une commune d'Espagne de la province de Castellón dans la Communauté valencienne. Elle est située dans la comarque de l'Alt Maestrat et dans la zone à prédominance linguistique valencienne.

## Géographie

Localisation de La Serratella
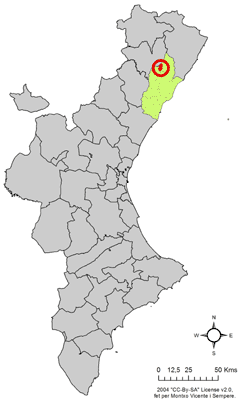
dans la Communauté valencienne.
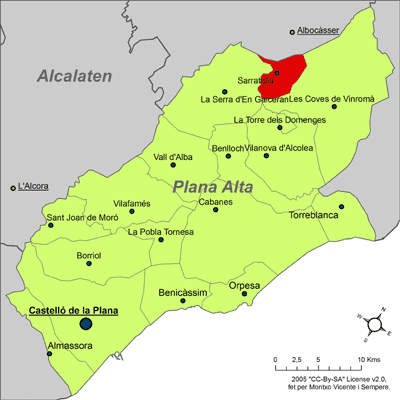
dans la comarque de Plana Alta (jusqu'en 2022)

Elle est située dans la partie septentrionale de la comarque de la Plana Baja en pleine Sierra de Engarcerán, et cependant dans une zone très montagneuse et abrupte.

### Communes voisines
Sarratella est voisine des communes de Albocácer, Sierra Engarcerán et Les Coves de Vinromà, toutes dans la Province de Castellón

### Climat
Climat méditerranéen, avec l'influence de la mer qui est proche; cependant ses hivers sont froids.
On accède à cette localité depuis Castellón en prenant la CV-10 et ensuite la CV-154.

## Histoire
Elle a été appelée Sierra de Bierach et elle appartenait au territoire du château de Les Coves de Vinromà. Son premier seigneur féodal était Don Blasco de Alagón. Comme d'autres seigneuries de la zone, elle entra dans le patrimoine de l'Ordre de Calatrava, passant ensuite aux mains de Artal de Alagón jusqu'à ce qu'en 1294, elle entra dans le domaine de l'Ordre du Temple. A la dissolution de cet ordre militaire par le pape et lorsque s'est créé sur les territoires de la couronne d'Aragon, l'Ordre de Montesa, comme successeur des Templiers, Sarratella devint seigneurie de cet Ordre jusqu'au XIXe.

## Administration

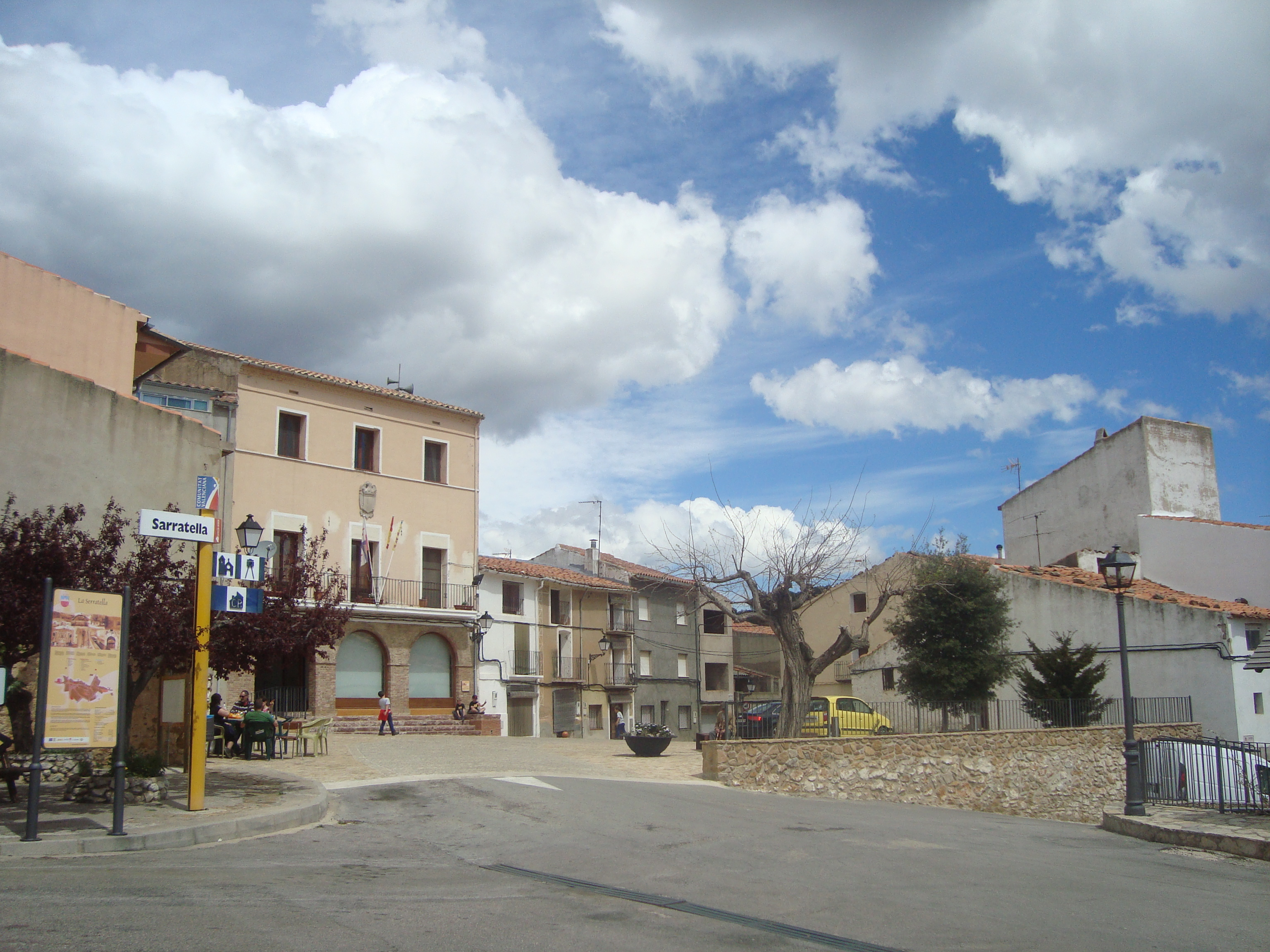
La Serratella

| Liste des maires |                         |       |         |
| Période          | Identité                | Parti | Qualité |
| 1979-1983        | -                       | -     | -       |
| 1983-1987        | -                       | -     | -       |
| 1987-1991        | -                       | -     | -       |
| 1991-1995        | -                       | -     | -       |
| 1995-1999        | -                       | -     | -       |
| 1999-2003        | -                       | -     | -       |
| 2003-2007        | Agustín Beltrán Monfort | PP    | -       |

## Démographie
| 1990 | 1992 | 1994 | 1996 | 1998 | 2000 | 2002 | 2004 | 2005 |
| ---- | ---- | ---- | ---- | ---- | ---- | ---- | ---- | ---- |
| 123  | 108  | 111  | 109  | 96   | 87   | 94   | 91   | 91   |

## Économie
Elle est basée traditionnellement sur l'agriculture en zone sèche, avec une prédominance de la culture de l'olivier et l'amandier, et sur l'élevage.

## Monuments
- Ermitage de San Juan Nepomuceno. (XVIIIe siècle).

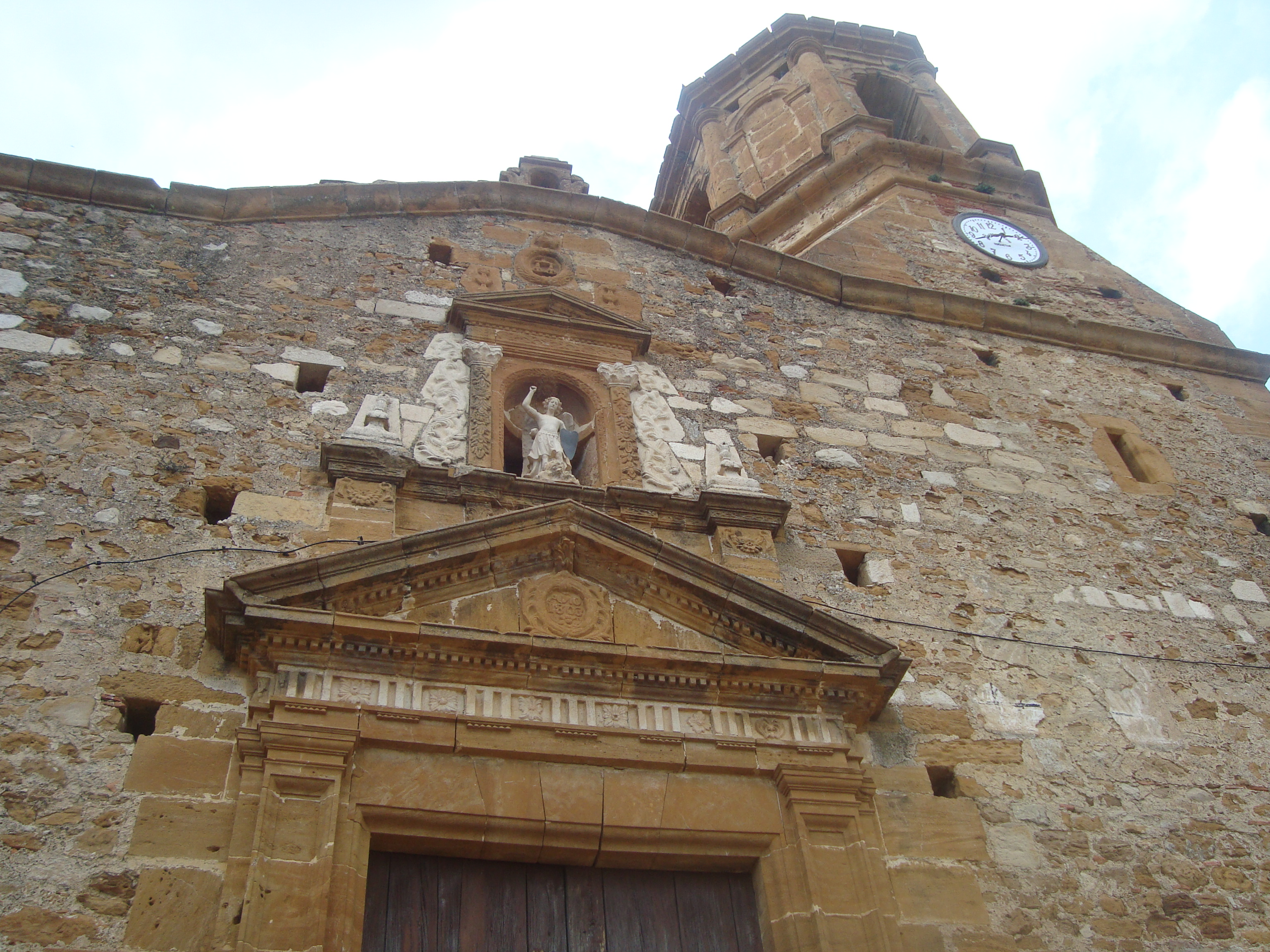
Église Paroissiale dédiée à San Miguel

- Église Paroissiale dédiée à San MiguelÉglise Paroissiale. (XVIIIe siècle). Dédiée à San Miguel. Elle a une façade néoclassique et un clocher octogonal.

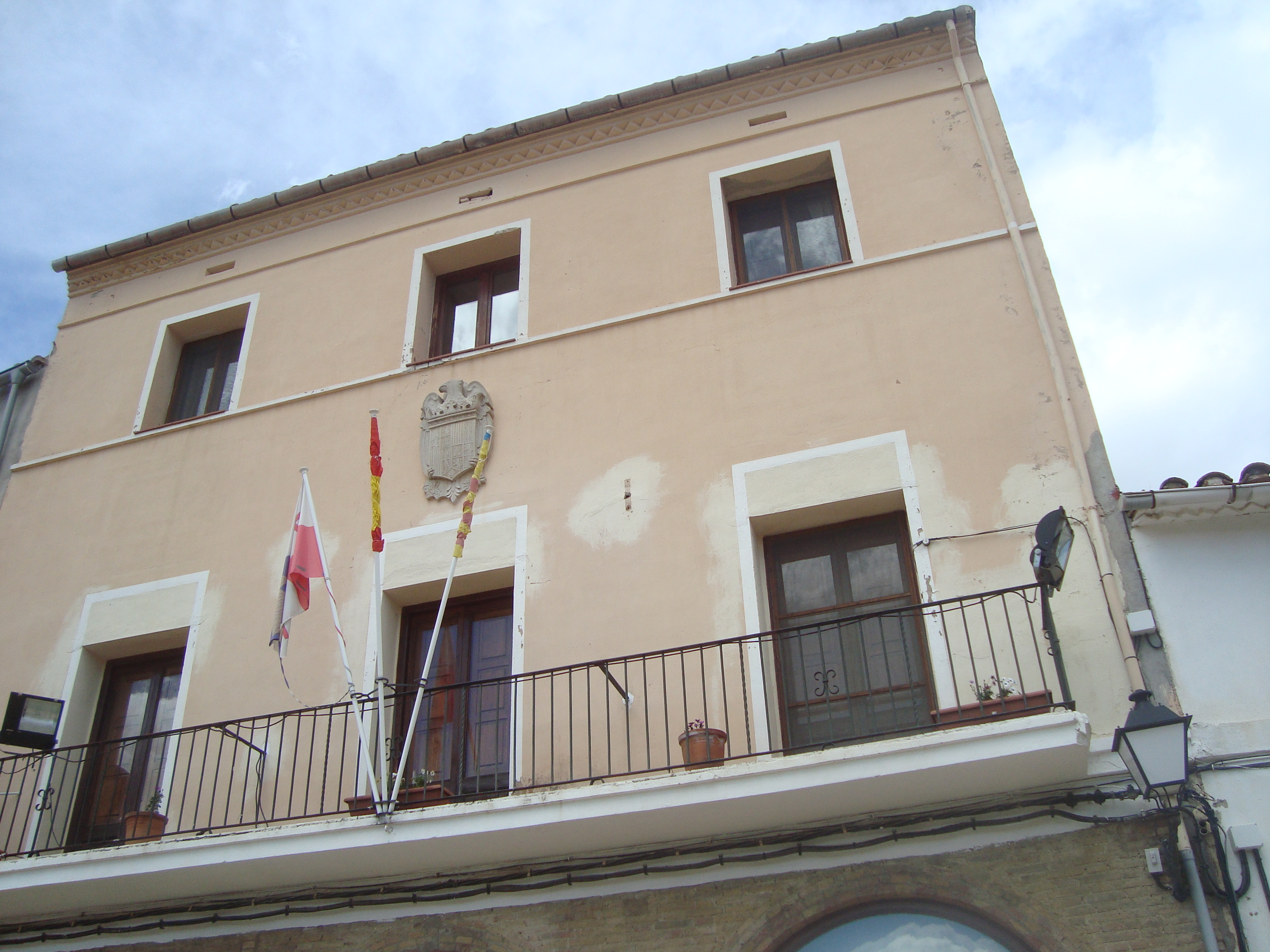
Mairie-Ayuntamiento de la Serratella (Castellón)

- Mairie-Ayuntamiento de la Serratella (Castellón)Ayuntamiento (mairie). Édifice intéressant sur le plan architectural.

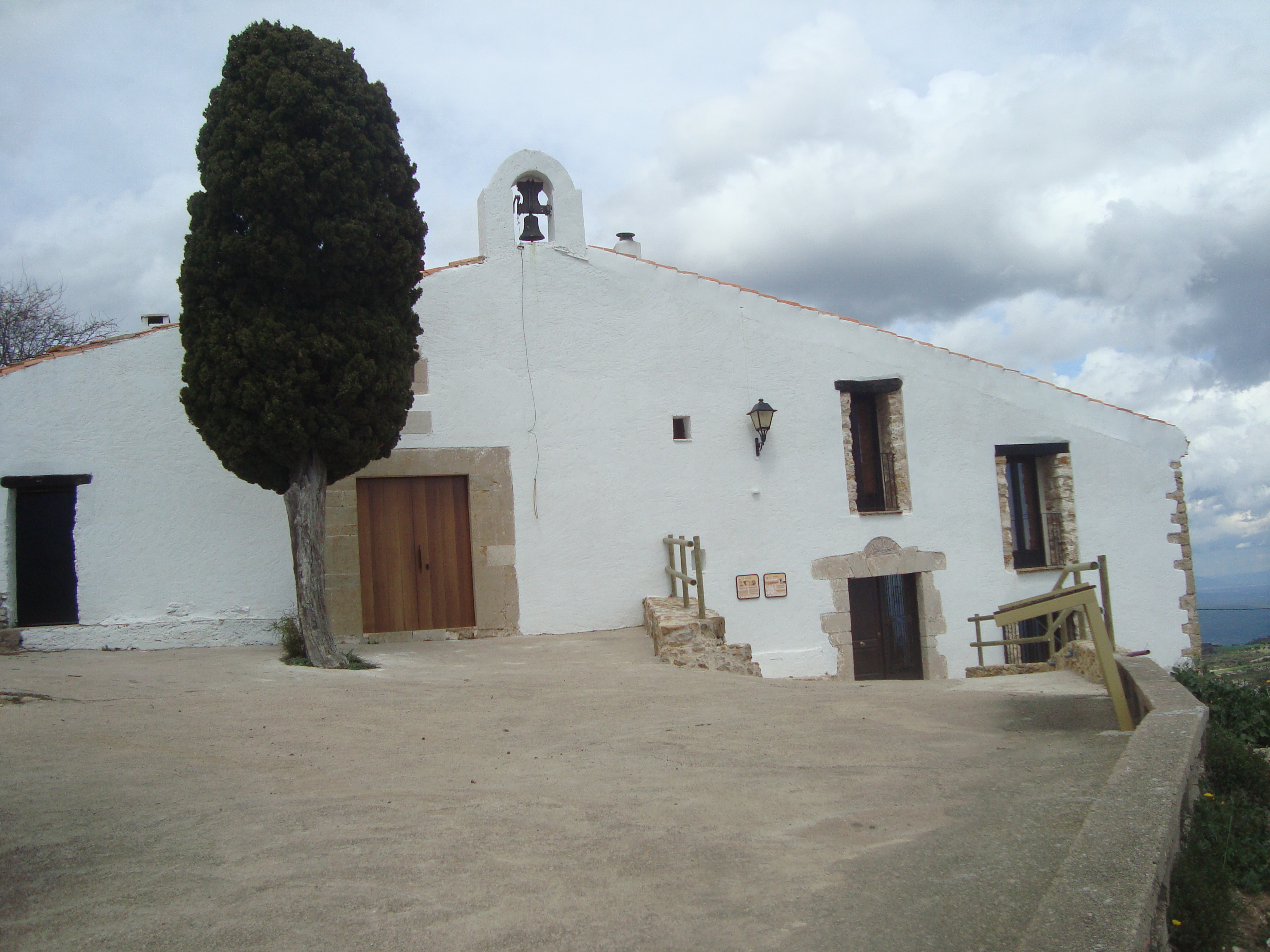
Ermitage de Sant Joan de Nepomuceno

## Fêtes
- San Antonio. Se célèbre le 17 janvier.
- Fêtes patronales. Elles ont lieu la semaine suivant le troisième dimanche d'aout en l'honneur de San Miguel.